# Club Deportivo Chaco Petrolero
O Club Deportivo Chaco Petrolero é um clube de futebol boliviano sediado na cidade de La Paz. Manda seus jogos no Estádio Hernando Silles, com capacidade para 42.000 pessoas. Disputou por diversas vezes a Liga de Fútbol Profesional Boliviano, hoje encontra-se disputando a Copa Simón Bolívar.